# 2016-os WEC Fuji 6 órás verseny
| Pályarajz | Pályarajz                     | Pályarajz                                    |
| --------- | ----------------------------- | -------------------------------------------- |
|           |                               |                                              |
| Győztesek |                               |                                              |
| Kategória | Csapat                        | Versenyzők                                   |
| LMP1      | #6 Toyota Gazoo Racing        | Stéphane Sarrazin Mike Conway Kobajasi Kamui |
| LMP2      | #26 G-Drive Racing            | Roman Ruszinov Alex Brundle Will Stevens     |
| LMGTE Pro | #67 Ford Chip Ganassi Team UK | Andy Priaulx Harry Tincknell                 |
| LMGTE Am  | #98 Aston Martin Racing       | Paul Dalla Lana Pedro Lamy Mathias Lauda     |

A 2016-os WEC Fuji 6 órás verseny a Hosszútávú-világbajnokság 2016-os szezonjának hetedik futama volt, amelyet október 14. és október 16. között tartottak meg a Fuji Speedway versenypályán. A fordulót Stéphane Sarrazin, Mike Conway és Kobajasi Kamui triója nyerte meg, akik a hibridhajtású Toyota Gazoo Racing csapatának versenyautóját vezették.

## Időmérő
A kategóriák leggyorsabb versenyzői vastaggal vannak kiemelve.
| Poz. | Kategória | Csapat                        | Átlagidő | Különbség | Rajthely |
| ---- | --------- | ----------------------------- | -------- | --------- | -------- |
| 1.   | LMP1      | #8 Audi Sport Team Joest      | 1:23,570 |           | 1        |
| 2.   | LMP1      | #1 Porsche Team               | 1:23,595 | +0,025    | 2        |
| 3.   | LMP1      | #5 Toyota Gazoo Racing        | 1:23,739 | +0,169    | 3        |
| 4.   | LMP1      | #6 Toyota Gazoo Racing        | 1:23,781 | +0,211    | 4        |
| 5.   | LMP1      | #7 Audi Sport Team Joest      | 1:23,856 | +0,286    | 5        |
| 6.   | LMP1      | #2 Porsche Team               | 1:24,134 | +0,564    | 6        |
| 7.   | LMP1      | #13 Rebellion Racing          | 1:28,837 | +5,267    | 7        |
| 8.   | LMP1      | #4 ByKolles Racing            | 1:29,827 | +6,257    | 8        |
| 9.   | LMP2      | #26 G-Drive Racing            | 1:31,698 | +8,128    | 9        |
| 10.  | LMP2      | #36 Signatech Alpine          | 1:31,919 | +8,349    | 10       |
| 11.  | LMP2      | #30 Extreme Speed Motorsports | 1:31,945 | +8,375    | 11       |
| 12.  | LMP2      | #42 Strakka Racing            | 1:32,007 | +8,437    | 12       |
| 13.  | LMP2      | #43 RGR Sport by Morand       | 1:32,128 | +8,558    | 13       |
| 14.  | LMP2      | #44 Manor                     | 1:32,214 | +8,644    | 14       |
| 15.  | LMP2      | #45 Manor                     | 1:32,536 | +8,966    | 15       |
| 16.  | LMP2      | #31 Extreme Speed Motorsports | 1:32,932 | +9,362    | 16       |
| 17.  | LMP2      | #37 SMP Racing                | 1:33,046 | +9,476    | 17       |
| 18.  | LMP2      | #27 SMP Racing                | 1:33,133 | +9,563    | 18       |
| 19.  | LMP2      | #35 Baxi DC Racing Alpine     | 1:33.472 | +9,902    | 19       |
| 20.  | LMGTE Pro | #66 Ford Chip Ganassi Team UK | 1:37,681 | +14,111   | 20       |
| 21.  | LMGTE Pro | #67 Ford Chip Ganassi Team UK | 1:37,725 | +14,155   | 21       |
| 22.  | LMGTE Pro | #71 AF Corse                  | 1:38,010 | +14,440   | 22       |
| 23.  | LMGTE Pro | #51 AF Corse                  | 1:38,103 | +14,533   | 23       |
| 24.  | LMGTE Pro | #95 Aston Martin Racing       | 1:38,175 | +14,605   | 24       |
| 25.  | LMGTE Pro | #97 Aston Martin Racing       | 1:38,442 | +14,873   | 25       |
| 26.  | LMGTE Pro | #77 Dempsey-Proton Racing     | 1:38,910 | +15,340   | 26       |
| 27.  | LMGTE Am  | '!' #98 Aston Martin Racing   | 1:39,490 | +15,920   | 27       |
| 28.  | LMGTE Am  | #83 AF Corse                  | 1:39,863 | +16,293   | 28       |
| 29.  | LMGTE Am  | #50 Larbre Compétition        | 1:39,956 | +16,386   | 29       |
| 30.  | LMGTE Am  | #88 Abu Dhabi-Proton Racing   | 1:40,587 | +17,017   | 30       |
| 31.  | LMGTE Am  | #78 KCMG                      | 1:40,834 | +17,264   | 31       |
| 32.  | LMGTE Am  | #86 Gulf Racing               | 1:41,734 | +18,164   | 32       |

## Verseny
A résztvevőknek legalább a versenytáv 70%-át (171 kört) teljesíteniük kellett ahhoz, hogy az elért eredményüket értékeljék. A kategóriák leggyorsabb versenyzői vastaggal vannak kiemelve.
| Helyezés | Kategória | #  | Csapat                    | Versenyzők                                             | Kasztni                        | Gumi | Kör    | Idő/Hátrány/Kiesés |
| Helyezés | Kategória | #  | Csapat                    | Versenyzők                                             | Motor                          | Gumi | Kör    | Idő/Hátrány/Kiesés |
| -------- | --------- | -- | ------------------------- | ------------------------------------------------------ | ------------------------------ | ---- | ------ | ------------------ |
| 1.       | LMP1      | 6  | Toyota Gazoo Racing       | Stéphane Sarrazin Mike Conway Kobajasi Kamui           | Toyota TS050 Hybrid            | M    | 244    | 6:00:37,284        |
| 1.       | LMP1      | 6  | Toyota Gazoo Racing       | Stéphane Sarrazin Mike Conway Kobajasi Kamui           | Toyota 2.4 L Turbo V6          | M    | 244    | 6:00:37,284        |
| 2.       | LMP1      | 8  | Audi Sport Team Joest     | Lucas di Grassi Loïc Duval Oliver Jarvis               | Audi R18                       | M    | 244    | +1,439             |
| 2.       | LMP1      | 8  | Audi Sport Team Joest     | Lucas di Grassi Loïc Duval Oliver Jarvis               | Audi TDI 4.0 L Turbo Diesel V6 | M    | 244    | +1,439             |
| 3.       | LMP1      | 1  | Porsche Team              | Timo Bernhard Mark Webber Brendon Hartley              | Porsche 919 Hybrid             | M    | 244    | +17,339            |
| 3.       | LMP1      | 1  | Porsche Team              | Timo Bernhard Mark Webber Brendon Hartley              | Porsche 2.0 L Turbo V4         | M    | 244    | +17,339            |
| 4.       | LMP1      | 5  | Toyota Gazoo Racing       | Anthony Davidson Sébastien Buemi Nakadzsima Kazuki     | Toyota TS050 Hybrid            | M    | 244    | +53,779            |
| 4.       | LMP1      | 5  | Toyota Gazoo Racing       | Anthony Davidson Sébastien Buemi Nakadzsima Kazuki     | Toyota 2.4 L Turbo V6          | M    | 244    | +53,779            |
| 5.       | LMP1      | 2  | Porsche Team              | Romain Dumas Neel Jani Marc Lieb                       | Porsche 919 Hybrid             | M    | 243    | +1 kör             |
| 5.       | LMP1      | 2  | Porsche Team              | Romain Dumas Neel Jani Marc Lieb                       | Porsche 2.0 L Turbo V4         | M    | 243    | +1 kör             |
| 6.       | LMP1      | 13 | Rebellion Racing          | Mathéo Tuscher Dominik Kraihamer Alexandre Imperatori  | Rebellion R-One                | D    | 229    | +15 kör            |
| 6.       | LMP1      | 13 | Rebellion Racing          | Mathéo Tuscher Dominik Kraihamer Alexandre Imperatori  | AER P60 2.4 L Turbo V6         | D    | 229    | +15 kör            |
| 7.       | LMP2      | 26 | G-Drive Racing            | Roman Ruszinov Alex Brundle Will Stevens               | Oreca 05                       | D    | 223    | +21 kör            |
| 7.       | LMP2      | 26 | G-Drive Racing            | Roman Ruszinov Alex Brundle Will Stevens               | Nissan VK45DE 4.5 L V8         | D    | 223    | +21 kör            |
| 8.       | LMP2      | 43 | RGR Sport by Morand       | Ricardo González Filipe Albuquerque Bruno Senna        | Ligier JS P2                   | D    | 223    | +21 kör            |
| 8.       | LMP2      | 43 | RGR Sport by Morand       | Ricardo González Filipe Albuquerque Bruno Senna        | Nissan VK45DE 4.5 L V8         | D    | 223    | +21 kör            |
| 9.       | LMP2      | 36 | Signatech Alpine          | Gustavo Menezes Nicolas Lapierre Stéphane Richelmi     | Alpine A460                    | D    | 223    | +21 kör            |
| 9.       | LMP2      | 36 | Signatech Alpine          | Gustavo Menezes Nicolas Lapierre Stéphane Richelmi     | Nissan VK45DE 4.5 L V8         | D    | 223    | +21 kör            |
| 10.      | LMP2      | 30 | Extreme Speed Motorsports | Antonio Giovinazzi Giedo van der Garde Sean Gelael     | Ligier JS P2                   | M    | 223    | +22 kör            |
| 10.      | LMP2      | 30 | Extreme Speed Motorsports | Antonio Giovinazzi Giedo van der Garde Sean Gelael     | Nissan VK45DE 4.5 L V8         | M    | 223    | +22 kör            |
| 11.      | LMP2      | 31 | Extreme Speed Motorsports | Ryan Dalziel Pipo Derani Chris Cumming                 | Ligier JS P2                   | M    | 222    | +22 kör            |
| 11.      | LMP2      | 31 | Extreme Speed Motorsports | Ryan Dalziel Pipo Derani Chris Cumming                 | Nissan VK45DE 4.5 L V8         | M    | 222    | +22 kör            |
| 12.      | LMP2      | 42 | Strakka Racing            | Jonny Kane Lewis Williamson                            | Gibson 015S                    | D    | 222    | +22 kör            |
| 12.      | LMP2      | 42 | Strakka Racing            | Jonny Kane Lewis Williamson                            | Nissan VK45DE 4.5 L V8         | D    | 222    | +22 kör            |
| 13.      | LMP2      | 44 | Manor                     | Matt Rao Richard Bradley Roberto Merhi                 | Oreca 05                       | D    | 222    | +22 kör            |
| 13.      | LMP2      | 44 | Manor                     | Matt Rao Richard Bradley Roberto Merhi                 | Nissan VK45DE 4.5 L V8         | D    | 222    | +22 kör            |
| 14.      | LMP2      | 27 | SMP Racing                | Nicolas Minassian Maurizio Mediani Mihail Aljosin      | BR Engineering BR01            | D    | 222    | +22 kör            |
| 14.      | LMP2      | 27 | SMP Racing                | Nicolas Minassian Maurizio Mediani Mihail Aljosin      | Nissan VK45DE 4.5 L V8         | D    | 222    | +22 kör            |
| 15.      | LMP2      | 35 | Baxi DC Racing Alpine     | David Cheng Ho-Pin Tung Paul-Loup Chatin               | Alpine A460                    | D    | 221    | +23 kör            |
| 15.      | LMP2      | 35 | Baxi DC Racing Alpine     | David Cheng Ho-Pin Tung Paul-Loup Chatin               | Nissan VK45DE 4.5 L V8         | D    | 221    | +23 kör            |
| 16.      | LMP2      | 37 | SMP Racing                | Vitalij Petrov Viktor Saitar Kirill Ladigin            | BR Engineering BR01            | D    | 220    | +24 kör            |
| 16.      | LMP2      | 37 | SMP Racing                | Vitalij Petrov Viktor Saitar Kirill Ladigin            | Nissan VK45DE 4.5 L V8         | D    | 220    | +24 kör            |
| 17.      | LMGTE Pro | 67 | Ford Chip Ganassi Team UK | Andy Priaulx Harry Tincknell                           | Ford GT                        | M    | 212    | +32 kör            |
| 17.      | LMGTE Pro | 67 | Ford Chip Ganassi Team UK | Andy Priaulx Harry Tincknell                           | Ford EcoBoost 3.5 L Turbo V6   | M    | 212    | +32 kör            |
| 18.      | LMGTE Pro | 66 | Ford Chip Ganassi Team UK | Stefan Mücke Olivier Pla                               | Ford GT                        | M    | 212    | +32 kör            |
| 18.      | LMGTE Pro | 66 | Ford Chip Ganassi Team UK | Stefan Mücke Olivier Pla                               | Ford EcoBoost 3.5 L Turbo V6   | M    | 212    | +32 kör            |
| 19.      | LMGTE Pro | 51 | AF Corse                  | Gianmaria Bruni James Calado                           | Ferrari 488 GTE                | M    | 212    | +32 kör            |
| 19.      | LMGTE Pro | 51 | AF Corse                  | Gianmaria Bruni James Calado                           | Ferrari F154CB 3.9 L Turbo V8  | M    | 212    | +32 kör            |
| 20.      | LMGTE Pro | 71 | AF Corse                  | Davide Rigon Sam Bird                                  | Ferrari 488 GTE                | M    | 212    | +32 kör            |
| 20.      | LMGTE Pro | 71 | AF Corse                  | Davide Rigon Sam Bird                                  | Ferrari F154CB 3.9 L Turbo V8  | M    | 212    | +32 kör            |
| 21.      | LMGTE Pro | 95 | Aston Martin Racing       | Nicki Thiim Marco Sørensen                             | Aston Martin V8 Vantage GTE    | D    | 211    | +33 kör            |
| 21.      | LMGTE Pro | 95 | Aston Martin Racing       | Nicki Thiim Marco Sørensen                             | Aston Martin 4.5 L V8          | D    | 211    | +33 kör            |
| 22.      | LMGTE Pro | 97 | Aston Martin Racing       | Richie Stanaway Darren Turner                          | Aston Martin V8 Vantage GTE    | D    | 211    | +33 kör            |
| 22.      | LMGTE Pro | 97 | Aston Martin Racing       | Richie Stanaway Darren Turner                          | Aston Martin 4.5 L V8          | D    | 211    | +33 kör            |
| 23.      | LMGTE Pro | 77 | Dempsey-Proton Racing     | Richard Lietz Michael Christensen                      | Porsche 911 RSR                | M    | 210    | +34 kör            |
| 23.      | LMGTE Pro | 77 | Dempsey-Proton Racing     | Richard Lietz Michael Christensen                      | Porsche 4.0 L Flat-6           | M    | 210    | +34 kör            |
| 24.      | LMGTE Am  | 98 | Aston Martin Racing       | Paul Dalla Lana Pedro Lamy Mathias Lauda               | Aston Martin V8 Vantage GTE    | M    | 208    | +36 kör            |
| 24.      | LMGTE Am  | 98 | Aston Martin Racing       | Paul Dalla Lana Pedro Lamy Mathias Lauda               | Aston Martin 4.5 L V8          | M    | 208    | +36 kör            |
| 25.      | LMGTE Am  | 83 | AF Corse                  | François Perrodo Emmanuel Collard Rui Águas            | Ferrari 458 Italia GT2         | M    | 207    | +37 kör            |
| 25.      | LMGTE Am  | 83 | AF Corse                  | François Perrodo Emmanuel Collard Rui Águas            | Ferrari 4.5 L V8               | M    | 207    | +37 kör            |
| 26.      | LMGTE Am  | 78 | KCMG                      | Christian Ried Wolf Henzler Joël Camathias             | Porsche 911 RSR                | M    | 206    | +38 kör            |
| 26.      | LMGTE Am  | 78 | KCMG                      | Christian Ried Wolf Henzler Joël Camathias             | Porsche 4.0 L Flat-6           | M    | 206    | +38 kör            |
| 27.      | LMGTE Am  | 86 | Gulf Racing               | Michael Wainwright Adam Carroll Ben Barker             | Porsche 911 RSR                | M    | 205    | +39 kör            |
| 27.      | LMGTE Am  | 86 | Gulf Racing               | Michael Wainwright Adam Carroll Ben Barker             | Porsche 4.0 L Flat-6           | M    | 205    | +39 kör            |
| 28.      | LMGTE Am  | 88 | Abu Dhabi-Proton Racing   | Háled al-Kúbáisi David Heinemeier Hansson Patrick Long | Porsche 911 RSR                | M    | 200    | +44 kör            |
| 28.      | LMGTE Am  | 88 | Abu Dhabi-Proton Racing   | Háled al-Kúbáisi David Heinemeier Hansson Patrick Long | Porsche 4.0 L Flat-6           | M    | 200    | +44 kör            |
| 29.      | LMP2      | 45 | Manor                     | Tor Graves Alex Lynn Nakano Sindzsi                    | Oreca 05                       | D    | 190    | +54 kör            |
| 29.      | LMP2      | 45 | Manor                     | Tor Graves Alex Lynn Nakano Sindzsi                    | Nissan VK45DE 4.5 L V8         | D    | 190    | +54 kör            |
| 30.      | LMGTE Am  | 50 | Larbre Compétition        | Jamagisi Jutaka Pierre Ragues Ricky Taylor             | Chevrolet Corvette C7.R        | M    | 147[a] | +97 kör            |
| 30.      | LMGTE Am  | 50 | Larbre Compétition        | Jamagisi Jutaka Pierre Ragues Ricky Taylor             | Chevrolet LT5.5 5.5 L V8       | M    | 147[a] | +97 kör            |
| Ki       | LMP1      | 4  | ByKolles Racing Team      | Simon Trummer Oliver Webb Pierre Kaffer                | CLM P1/01                      | D    | 79     |                    |
| Ki       | LMP1      | 4  | ByKolles Racing Team      | Simon Trummer Oliver Webb Pierre Kaffer                | AER P60 2.4 L Turbo V6         | D    | 79     |                    |
| Ki       | LMP1      | 7  | Audi Sport Team Joest     | Marcel Fässler André Lotterer Benoît Tréluyer          | Audi R18                       | M    | 36     |                    |
| Ki       | LMP1      | 7  | Audi Sport Team Joest     | Marcel Fässler André Lotterer Benoît Tréluyer          | Audi TDI 4.0 L Turbo Diesel V6 | M    | 36     |                    |

Megjegyzés:
- ↑ a:  Az #50-es számú Larbre Compétition 25 körös időbüntetést kapott, amiért Ricky Taylor nem teljesített elég kört a verseny során.

## A világbajnokság állása a versenyt követően
LMP1 (Teljes táblázat)
| H  | Versenyzők                                   | Pont  | H  | Konstruktőrök | Pont |
| -- | -------------------------------------------- | ----- | -- | ------------- | ---- |
| 1. | Marc Lieb Romain Dumas Neel Jani             | 140   | 1. | Porsche       | 263  |
| 2. | Stéphane Sarrazin Mike Conway Kobajasi Kamui | 117   | 2. | Audi          | 204  |
| 3. | Loïc Duval Lucas di Grassi Oliver Jarvis     | 111,5 | 3. | Toyota        | 174  |
| 4. | Timo Bernhard Mark Webber Brendon Hartley    | 93,5  |    |               |      |
| 5. | Marcel Fässler André Lotterer                | 78    |    |               |      |

GT (Teljes táblázat)
| H  | Versenyzők                   | Pont | H  | Konstruktőrök | Pont  |
| -- | ---------------------------- | ---- | -- | ------------- | ----- |
| 1. | Nicki Thiim Marco Sørensen   | 119  | 1. | Ferrari       | 236   |
| 2. | Davide Rigon Sam Bird        | 109  | 2. | Aston Martin  | 233   |
| 3. | Darren Turner                | 104  | 3. | Ford          | 177,5 |
| 4. | Gianmaria Bruni James Calado | 95   | 4. | Porsche       | 103   |
| 5. | Stefan Mücke Olivier Pla     | 92   |    |               |       |

LMP2 (Teljes táblázat)
| H  | Versenyzők                                         | Pont | H  | Konstruktőrök             | Pont |
| -- | -------------------------------------------------- | ---- | -- | ------------------------- | ---- |
| 1. | Nicolas Lapierre Gustavo Menezes Stéphane Richelmi | 171  | 1. | Signatech Alpine          | 171  |
| 2. | Ricardo González Filipe Albuquerque Bruno Senna    | 133  | 2. | RGR Sport by Morand       | 136  |
| 3. | Roman Ruszinov                                     | 112  | 3. | G-Drive Racing            | 114  |
| 4. | Ryan Dalziel Chris Cumming Pipo Derani             | 94   | 4. | Extreme Speed Motorsports | 94   |
| 5. | René Rast                                          | 86   | 5. | Strakka Racing            | 66   |

LMGTE Am (Teljes táblázat)
| H  | Versenyzők                                  | Pont | H  | Konstruktőrök           | Pont |
| -- | ------------------------------------------- | ---- | -- | ----------------------- | ---- |
| 1. | François Perrodo Emmanuel Collard Rui Águas | 155  | 1. | AF Corse                | 155  |
| 2. | Paul Dalla Lana Pedro Lamy Mathias Lauda    | 122  | 2. | Aston Martin Racing     | 122  |
| 3. | Háled al-Kúbáisi David Heinemeier Hansson   | 114  | 3. | Abu Dhabi-Proton Racing | 114  |
| 4. | Patrick Long                                | 93   | 4. | Larbre Compétition      | 92   |
| 5. | Christian Ried Wolf Henzler Joël Camathias  | 88   | 5. | KCMG                    | 92   |